# Skúli Thorlacius
Skúli Thórðarson Thorlacius, född 10 april 1741, död 30 mars 1815, var en isländsk fornforskare. Han var far till Børge Thorlacius.
Thorlacius, som härstammade från Guðbrandur Þorlákssons dotterson Þorlákur Skúlason, tog teologisk examen 1765 och magistergraden 1768 samt var, rektor 1769–1803 först i Kolding och sedermera i Köpenhamn. Han ombesörjde utgivningen av Snorre Sturlassons "Heimskringla" (tredje bandet, 1783) och lämnade många bidrag till kännedomen om isländsk skaldekonst och historia samt till tydningen av runskriften.